# Peter Johan Bladh
Peter Johan Bladh, född 3 december 1746 i Vasa, Finland, död 1 mars 1816 på Benvik, var en finländsk affärsman och kommunalman.

## Biografi
Peter Johan Bladh var son till Johan Bladh, som tillhörde en borgarsläkt från Södermanland som bosatt sig i Vasa, och Catharina Juvelius från Nykarleby.
Bladh var student vid Kungliga Akademien i Åbo, men studerade sedermera även vid Uppsala universitet, varefter han ingick i Svenska Ostindiska kompaniets tjänst, där han omsider avancerade till förste superkargör. Efter omkring 18 års vistelse utom Europa, bland annat i Kina 1777–84, återvände han 1784 till hemlandet. Han avslog ett anbud att bli direktör vid nämnda kompani, då man ej ville godkänna hans förslag till kompaniets ombildning och uppgående i ett kontinentalt handelskompani, och övertog i stället familjeegendomen Benvik vid Kaskö. Han arbetade därefter med framgång för höjande av ortens lantbruk och näringar, på samma gång som han utvecklade en omfattande välgörenhet. Genom sjöolyckor och kapare förlorade han det mesta av sin förmögenhet, och under kriget 1808 brändes hans gård av ryssarna, som misstänkte honom för att ha lockat allmogen till väpnat motstånd. Han själv blev fängslad och svårt misshandlad samt tillsammans med sonen Carl Edvard Bladh förd till Åbo, där de dock frigavs och erhöll löfte om ersättning för sina lidanden.
Under Gustav III:s sista riksdagar kritiserade han med skärpa dennes krigspolitik. I den finska lantdagen intog Bladh en bemärkt ställning och var ledamot i det ekonomiska departementet av konseljen. Vid några svenska riksdagar var Bladh representant i borgarståndet. Vid Borgå lantdag 1809 var han var representant för Kaskö, Jakobstad och Vasa och ledamot av ekonomiutskottet. Av Finska hushållningssällskapet erhöll han högsta priset för svar på en prisfråga, Om finska lanthushållningen och medlen till dess upphjelpande. För övrigt framställde han i några avhandlingar och utlåtanden om nationalekonomiska ämnen liberala grundsatser i samma riktning som Anders Chydenius, Adam Smith och Richard Cobden. Även inom ämnena fysik, oceanografi och meteorologi skrev han några avhandlingar. Han invaldes i Vetenskapsakademien i Stockholm 1779.

## Utmärkelser
- Sankt Vladimirs orden, fjärde klassen,  1812[4]

[Redigera Wikidata]